# نوريويل
نوريويل (بالفرنسية: Noreuil)‏ هي بلدية تقع في إقليم باد كاليه من منطقة نور با دو كاليه في شمال فرنسا. تبلغ مساحة هذه المدينة 4.79 (كم²)، وترتفع عن سطح البحر 80 م، يبلغ عدد سكانها 126 نسمة حسب إحصاء المعهد الوطني للإحصاء والدراسات الاقتصادية سنة 2009 م. وترأس Jean-Paul Boussemard البلدية خلال فترة (2008-2014).